# Сайид Хасан Али
Сайи́д Хаса́н Али́ или Сайи́д Хаса́н Бег — 42-й имам касим-шахской ветви низаритской общины исмаилитов.
Сайид Хасан Али сменил своего отца Сайида Али, когда последний умер в сентябре 1754 года.  В то время как его предшественники проживали в малоизвестном городе Кахак в центральной Персии, Сайид Хасан Али переехал в Шехре-Бабек, по-видимому, для того, чтобы избавить своих последователей-ходжа из Индии от трудного пути в Кахак, во время которого они подверглись нападению племени бахтиары и вымогательству со стороны местных чиновников.
Деньги, полученные от десятины, уплаченной Ходжами, позволили Хасану Али приобрести значительную собственность в Шехре-Бабеке, а также столицу провинции Керман, ставшую его зимней резиденцией. Он также был первым низаритским имамом за многие годы, который выступил публично и играл важную роль в местных делах. Он был особенно близок к региональному губернатору Шахрох-хану Афшару, о чем свидетельствует тот факт, что его дочь была с сыном Шахроха Лютф Али-ханом.
Многие источники предполагают, что у имама Хасана Али также были тёплые отношения с Надир-шахом, который фактически признал его низаритским-исмаилитским имамом и прямым потомком Исмаила ибн Джафара ас-Садика и Фатимидских имамов-халифов через Низара ибн аль-Мустансира.
Ему наследовал его сын Касим Али.

## Личность
«Когда вино божественного единства (вахдат-и илахи) было передано Хадже Мухаммаду Салиху, он начал искать солнечный лик Мавланы. После некоторых поисков он, наконец, достиг Солнца [Имама] и выпил чашу вина божественного единства в его собрании (маджлис; в его присутствии), чьё чистое имя было Мавлана Шах-и Дин Хасан ибн Мавлана Сайид Али».— Силк-Гухар-Риз
(сост. ок. 1830 г. в Центральной Азии, пер. Абдулмамад Илолиев, «исмаилитско-суфийский мудрец Бадахшана», 38